# Bad Birnbach
Bad Birnbach är en köping (Markt) i Landkreis Rottal-Inn i Regierungsbezirk Niederbayern i förbundslandet Bayern i Tyskland.
Köpingen ingår i kommunalförbundet Bad Birnbach tillsammans med kommunen Bayerbach.